# Maciste, der Rächer der Pharaonen
Maciste, der Rächer der Pharaonen (Originaltitel: Maciste nella valle dei re - Maciste im Tal der Könige) ist ein mythologischer Abenteuerfilm um den antiken Muskelhelden Maciste, den Carlo Campogalliani 1960 inszenierte. Deutschsprachige Erstaufführung war am 22. Dezember des Entstehungsjahres.

## Inhalt
Kenamun ist der Sohn des Pharaos und designierter Thronfolger. Seine Stiefmutter, die böse Smedes, lässt jedoch ihren Mann ermorden, häuft ein Unglück auf das andere und möchte Ägypten mit Hilfe des schurkischen Großwesirs an ihre Landsleute, die Perser, ausliefern, die es als Provinz vereinnahmen möchten. Eine magische Kette, die den Geist verwirrt, wird bei Kenamun eingesetzt.
Als in der Wüste Maciste aus den Felsen geboren wird, stellt er sich sofort auf die Seite des bedrängten Volkes und möchte dem rechtmäßigen Thronfolger zu seinem Recht verhelfen. Er trifft auf Smedes, widersteht deren Verführungskünsten und wird deshalb in ein unterirdisches Verlies gesperrt, aus dem er sich aber bald befreien kann. Dann sorgt er dafür, dass eine Revolte der Ägypter zum Erfolg führt, bricht den Bann der Kette und treibt die fliehende Smedes in die Rachen hungriger Krokodile.

## Kritik
„Mark Forest ist in der Rolle des Maciste ungefähr so charmant wie unser alter Freund Fozzie-Bär; Chelo Alonso (die mit dem bösen Blick) gibt jedoch einen passablen weiblichen Bösewicht ab.“

„Vor dem Hintergrund orientalischer Prachtentfaltung das übliche "Muskel und Sandalen"-Spektakel.“

G. Ciaccio merkte in der Rivista del Cinematografo vom 4. Mai 1961 an: „In Cinemascope legt hier Campogalliani einen mit beeindruckenden Massenszenen bestückten Film vor, der als abenteuerliches Spektakel dieselben Vorzüge und die gleichen Probleme hat wie alle Filme diese Genres.“

## Bemerkungen
Der Film spielte in Italien über 800 Millionen Lire ein.
In den USA wurde der Held zu Son of Samson.